# アンドレ・ジル
アンドレ・ジル（André Gill、1840年10月17日 - 1885年5月1日）は、フランスの風刺画家である。本名は、 Louis-Alexandre Gosset de Guînesで、ペンネームはイギリスの風刺画家、ジェームズ・ギルレイ (James Gillray) へのオマージュであったとされる。1865年から1868年の間、パリの絵入り週刊新聞、「La Lune」に有名な人々の似顔絵を書いた。「La Lune」が発行禁止になると、1868年から1876年の間、雑誌「L'Éclipse」に風刺画を書いた。

## 略歴
パリで、ギネ公爵（Comte de Guînes）と裁縫師である娘の間に婚外子として生まれた。父親の死後、祖父に引き取られ、パリの王立絵画彫刻アカデミーで版画を学んだ。「Le Journal amusant」に最初の風刺画を描いた後、フランシス・ポロ（Francis Polo）が編集する週刊絵入り新聞「La Lune」に掲載した挿絵で有名になり、その後毎号、今日の人物というコーナーに似顔絵を書いた。小さな体に大きな顔というスタイルで描かれたジルの似顔絵は特徴を捉え、それほど悪意のあるものでなく、多くの当時の有名人はジルに描かれることを望むほどであった。彼の描いた人物には、女優のサラ・ベルナール、政治家のオットー・フォン・ビスマルク、ジュゼッペ・ガリバルディ、文学者のエミール・ゾラ、ビクトル・ユーゴー、チャールズ・ディケンズ、芸術家のナダール、音楽家のアデリーナ・パッティ、リヒャルト・ワーグナーらがいた。
フランス第二帝政の皇帝、ナポレオン3世は、ジルの描いた肖像を好まず、1867年12月に「La Lune」は検閲を受け、出版禁止になると編集者のポロはその後継誌として1868年8月に「L'Éclipse」を創刊した。誌名の「L'Éclipse」は前の雑誌名が月を意味していたので、「月食」と名づけたものである。ジルは引き続き、この雑誌にも絵を描いた。
1868年に、裁判官をカボチャに見立てた絵を出版して、訴えられ裁判になり、禁固刑を受けるが、すぐに釈放され、むしろ有名になることになった。
パリの自由な芸術家たち、詩人のシャルル・クロスやポール・ヴェルレーヌらと親しくなった。
1871年の普仏戦争の敗北とパリ・コミューンの成立の後、短い間、リュクサンブール美術館の学芸員を務めた。革命的な立場のジャーナリスト、ジュール・バレ－ス（Jules Vallès）が発行した新聞、「La Rue」にも挿絵を描いた。
1876年に「L'Éclipse」の発行が終わると、「La Lune rousse」が発刊され、ジルが編集を行った。政治的な論争に関与することを避け、友人だったジュール・バレ－スと対立することになった。
1881年に精神に異常をきたした状態でブリュッセルの街を彷徨っているのを発見され、精神病院に収容され、1883年にパリの病院に移された後、1885年に没した。

## 作品

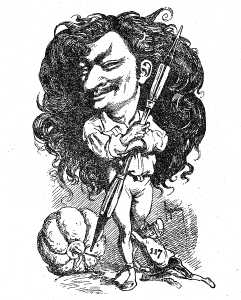
自画像
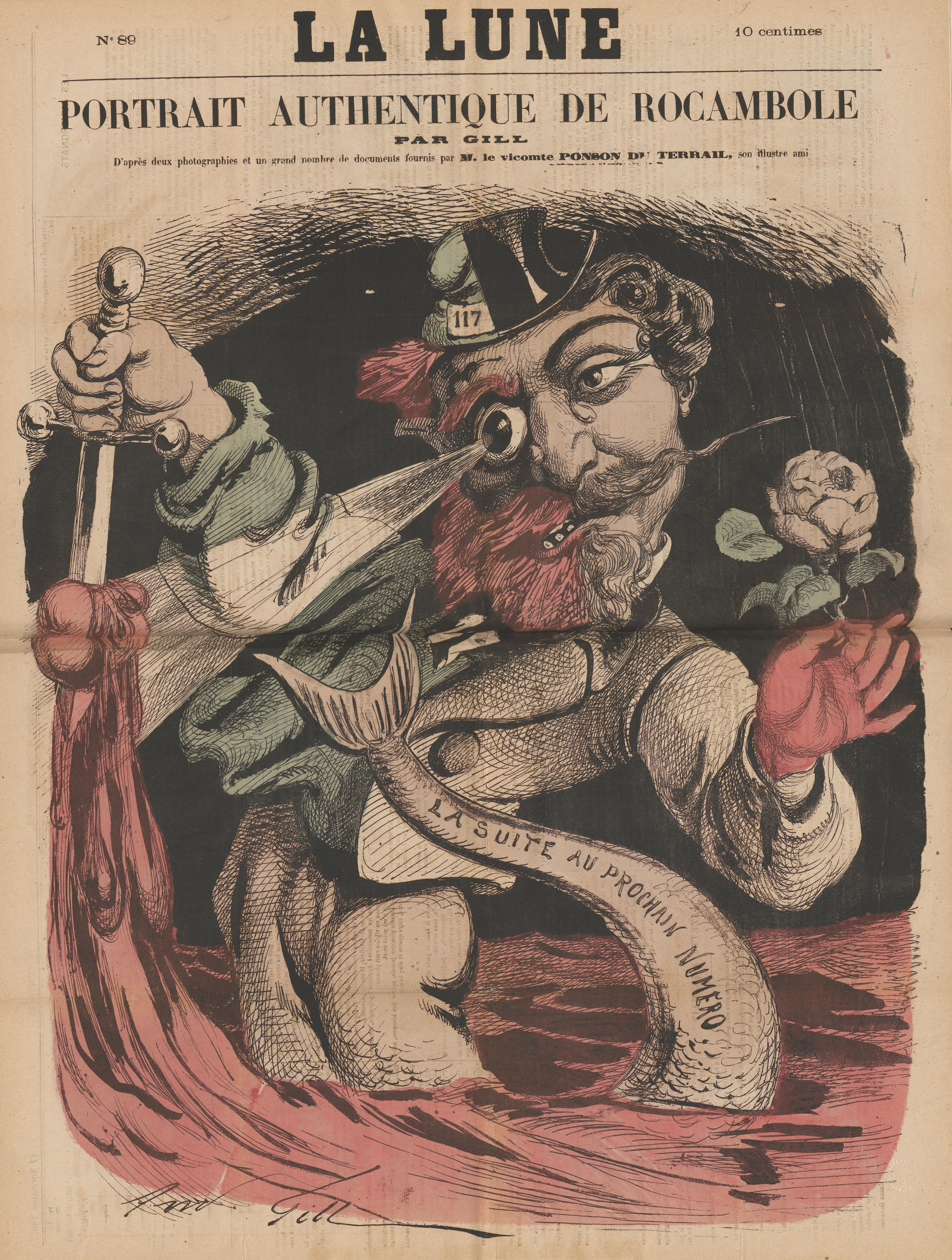
ナポレオン3世
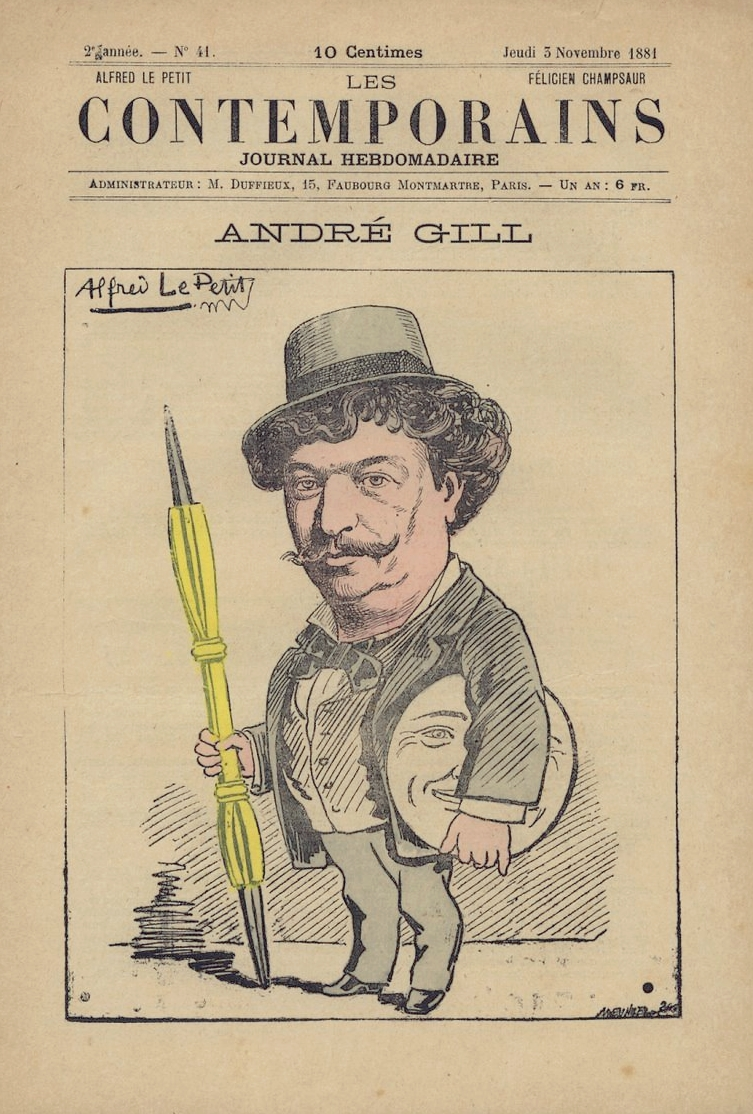
アルフレッド・ル・プティ(漫画家)
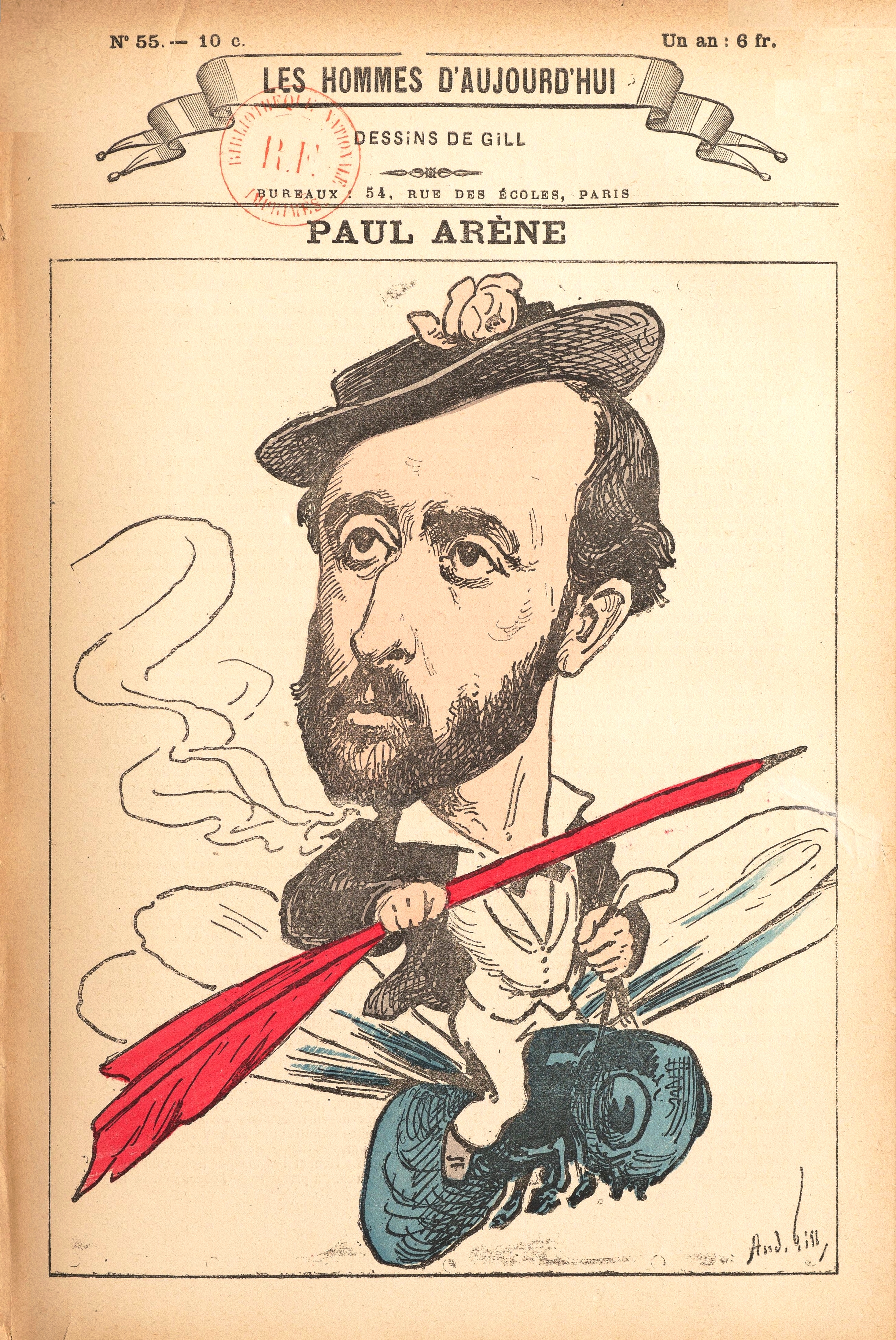
ポール・アレーヌ(文学者)
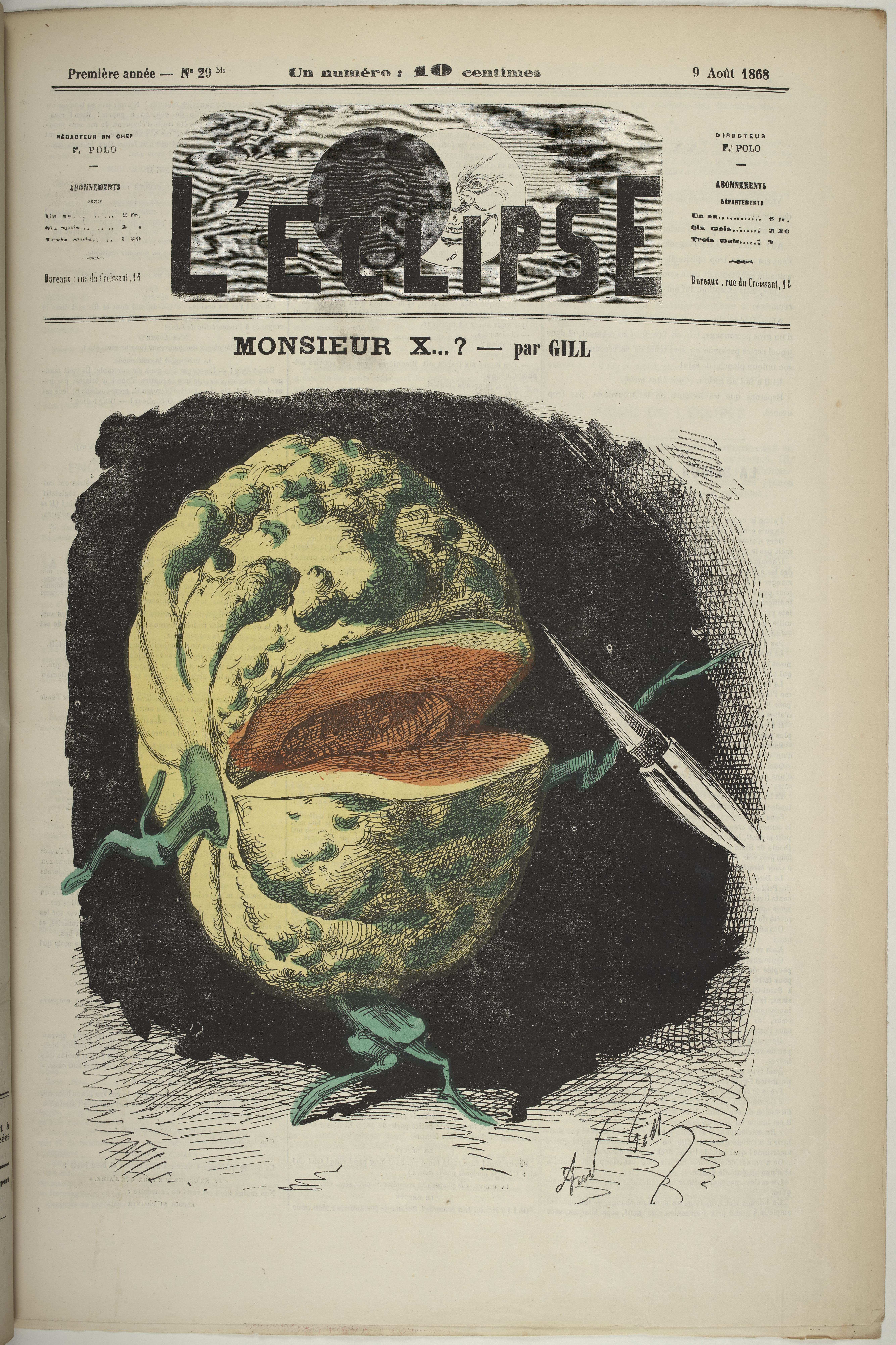
「Ｘ氏」